# كأس هولندا السياحية 1949
كأس هولندا السياحية 1949 هو سباق دراجات نارية أقيم بتاريخ 9 يوليو 1949م في حلبة أسن تي تي. كان الجولة الثالثة من أصل 6 في سباق الجائزة الكبرى للدراجات النارية موسم 1949. فاز الإيطالي نيلو باجاني بفئة 500 سي سي بينما جاء البريطاني ليسلي غراهام في المركز الثاني وحصل على المركز الثالث الإيطالي أرسيسو أرتيسياني.

## وصلات خارجية
- الموقع الرسمي